# بلندیهای صفر
بلندی‌های صفر فیلمی ایرانی در ژانر فلسفی به کارگردانی حسینعلی لیالستانی است که در سال ۱۳۷۲ ساخته شد.
شاهرخ غیاثی در این فیلم بازی درخشان و متفاوتی ارائه داد و نامزد سیمرغ بلورین بهترین بازیگر نقش اول مرد از دوازدهمین جشنواره فیلم فجر شد.

## داستان فیلم
مرد جوانی که تحصیلات نقاشی را به پایان رسانده به روستای خود بازمی‌گردد و در خانه متروکی، به دور از دغدغه‌ها داستانی را که دغدغه دوران جوانی او بوده را بارها بازنویسی می‌کند؛ ولی هر بار شخصیتی ناخوانده خود را بر ذهن مغشوش او تحمیل می‌کند و اعتراض دیگر شخصیت‌های داستانش را برمی‌انگیزد.
زندگی جوان به ونسان ون گوگ شبیه است؛ و گاه گاهی مورد سر زنش او واقع می‌شود.

## بازیگران
- شاهرخ غیاثی
- پرویز پورحسینی
- جلال مقدم
- مرتضی احمدی
- مریم مقدم
- اسماعیل خلج
- بهزاد فراهانی
- محمدرضا نجفی
- مهدی شکوری مقدم
- محمدتقی شریفی نوری
- اقدس صحت‌بخش
- محمد میرزاپور
- ساحره متین
- فروغ سهرابپور

## جوایز
- برنده سیمرغ بلورین بهترین موسیقی متن (ناصر چشم‌آذر)
- برنده سیمرغ بلورین بهترین طراحی صحنه (ملک جهان خزاعی)
- برنده سیمرغ بلورین بهترین چهره پردازی (مهران روحانی)
- نامزد سیمرغ بلورین بهترین کارگردانی (حسینعلی لیالستانی)
- نامزد سیمرغ بلورین بهترین بازیگر نقش اول مرد (شاهرخ غیاثی)